# Wolfgang Oelßner
Wolfgang Oelßner (* 10. Oktober 1920 in Gröba; † 18. April 1983 in Berlin) war ein deutscher Pharmakologe. Er war Rektor der Medizinischen Akademie „Carl Gustav Carus“ in Dresden.

## Leben

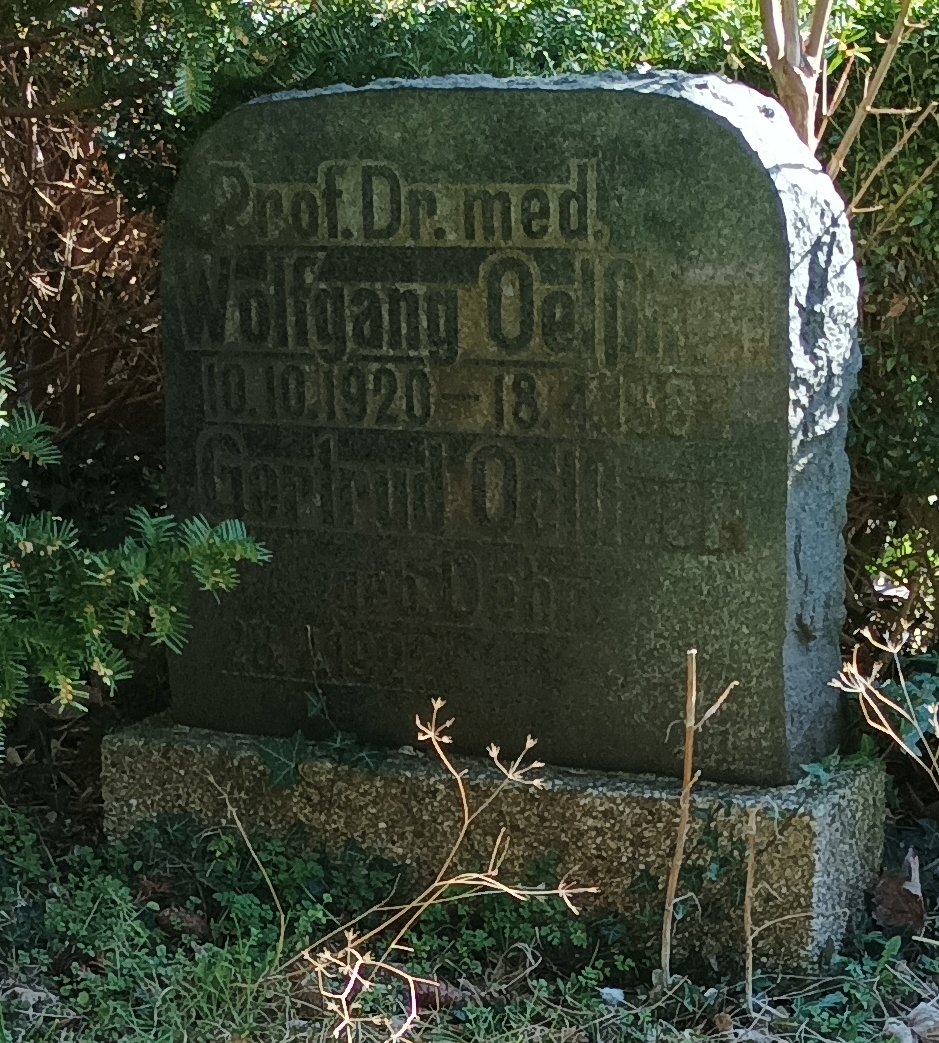
Grab von Wolfgang und Gertrud Oelßner auf dem Friedhof in Ahrenshoop

Oelßner, Sohn eines Lehrers, besuchte zunächst die Gymnasium St. Augustin in Grimma, wo er 1939 das Abitur ablegte. Nach dem Arbeitsdienst nahm er das Medizinstudium an der Universität Leipzig auf, musste jedoch aufgrund der Einberufung zum Wehrdienst zum 1. Oktober 1940 aussetzen. Danach studierte er bis 1946 an der Universität Hamburg, wo er nach seiner Promotion 1947 zunächst Notfallarzt wurde. Im selben Jahr wechselte er nach Leipzig, wo er Assistent, später Oberassistent am Pharmakologischen Institut der Universität wurde. Am 1. September erhielt er dort eine Dozentur. 1953 habilitierte er sich in Leipzig für Pharmakologie. 1955 wurde er zum Professor und Direktor des Pharmakologischen Instituts berufen. 1958 wechselte er nach Dresden, wo er eine ordentliche Professur an der Medizinischen Akademie „Carl Gustav Carus“ erhielt. 1960 bis 1964 war er zudem Rektor und von 1969 bis 1974 Prorektor. 1974 wechselte er abermals, nun an die Humboldt-Universität zu Berlin, wo er Professor und Direktor des Instituts für Pharmakologie und Toxikologie wurde.
Von 1975 bis 1978 war Oelßner zudem Vorsitzender der Arbeitsgemeinschaft der Pharmakologen der Industrie und der Hochschulen der Deutschen Demokratischen Republik.
1983 starb Oelßner nach kurzer schwerer Krankheit im Alter von 62 Jahren in Berlin. Sein Grab befindet sich auf dem Friedhof in Ahrenshoop.

## Auszeichnungen
- 1961: Rudolf-Virchow-Preis (DDR)